# Pérdicas II de Macedonia
Pérdicas II (en griego antiguo: Περδίκκας) (muerte: c. 413 a. C.) fue rey de Macedonia de la dinastía argéada desde aproximadamente el año 448 a. C. hasta su muerte. 
Fue hijo de Alejandro I y sucedió, según algunos autores, a su padre después de su muerte, o según otros, a su hermano Alcetas II luego de ser asesinado. El número de años del reinado Pérdicas es discutido debido a los problemas que, al parecer, tuvo con otros pretendientes al trono (su hermano menor, Filipo, apoyado por un caudillo macedonio llamado Derdas) y por la discrepancia existente entre las fuentes antiguas: los historiadores Eusebio y Dexipo afirman gobernó que por 23 años; Teopompo, en cambio, extiende su reinado a 35 años y la crónica de Paros (basándose en Nicomedes de Acanto) a 41.
El reinado de Pérdicas fue contemporáneo a las primeras etapas de la guerra del Peloponeso y se vio involucrado numerosas veces en el conflicto. Por lo general tuvo una predisposición hostil hacia los atenienses debido al apoyo que estos brindaran a su hermano y pretendiente al trono, Filipo, en el 432 a. C.

## Biografía

### Familia
Pérdicas fue uno de los cuatro hijos de Alejandro I y sus hermanos fueron Filipo (pretendiente al trono) , Amintas (cuyo hijo Arrideo será padre del futuro rey Amintas III) y Alcetas. Tuvo con una esposa desconocida un hijo del que tampoco se conoce con certeza el nombre. Según Platón tuvo un hijo con una esclava, quien sería el futuro Arquelao I (al asesinar a los demás pretendientes, como el hijo legítimo de su padre). 

### Ascenso al trono

Antigua Grecia durante comienzos de la guerra del Peloponeso (431 a. C.), conflicto contemporáneo al reinado de Pérdicas II. En naranja, el reino macedonio.

Existen dos versiones sobre la fecha y las circunstancias del comienzo del reinado Pérdicas II. Algunas fuentes afirman que sucedió a su padre Alejandro I después de su muerte en el año 454 a. C., aunque que el reino quedó dividido entre sus hijos y Pérdicas seguramente reinó en un principio sobre una pequeña porción de Macedonia. Esta versión ignoraría el reinado de su hermano Alcetas II. Según la otra versión, recogida por Platón en uno de sus diálogos, Alcetas fue rey después de la muerte de Alejandro I, y Pérdicas llegó al trono recién en el año 448 a. C. después de que su hijo ilegítimo, Arquelao, asesinara al rey junto a su hijo y heredero Alejandro. 

### Reinado
Tras la muerte de Alejandro I en 452 a. C., Macedonia comenzó su declive. Las tribus macedonias se volvieron casi totalmente autónomas, y estaban mínimamente aliadas con el rey. Hacia el año 434 a. C., Filipo, el hermano de Pérdicas, le desafió para hacerse con el trono, y consiguió la ayuda de Atenas y del rey Derdas de Elimia. Pérdicas respondió incitando a la rebelión a varias ciudades tributarias de los atenienses, como Potidea. 
Atenas respondió con fuerza enviando 1000 hoplitas y 30 trirremes a Macedonia donde conquistaron Terma. Pasaron a sitiar Pidna, donde recibieron refuerzos de 2000 hoplitas y 40 barcos. Cuando los atenienses estaban comenzando el asedio a Pidna, les llegó la noticia de que Corinto había enviado un contingente de 1600 hoplitas y 400 soldados de infantería ligera para socorrer a Potidea. 
Para combatir esta nueva amenaza, los atenienses se aliaron con Pérdicas, y continuaron asediando Potidea. Inmediatamente, el rey macedonio rompió el tratado de alianza y marchó hacia Potidea.  pero aunque los atenienses al final consiguieron la victoria, la batalla, junto con la de Síbota, directamente desembocó  en el estallido de la guerra arquidámica (la primera parte de la guerra del Peloponeso), la cual, a la larga, destruyó la hegemonía ateniense en Grecia.
En 431 a. C., Atenas entró en alianza con Sitalces, rey de los tracios odrisios, y más tarde con Ninfodoro, un ateniense casado con la hermana de dicho rey. El cuñado de Sitalces negoció un tratado entre Atenas y Pérdicas, por el que el rey macedonio recuperó Terma. Como consecuencia de esto, Atenas retiró su apoyo a Filipo, y los tracios prometieron ayudar a Pérdicas a capturarlo.
A cambio, Pérdicas marchó contra los calcídicos, a quienes al principio había convencido de que se rebelaran.
Sin embargo, Pérdicas traicionó a los atenienses otra vez y envió a 1000 soldados para auxiliar a los espartanos a atacar Acarnania, en 429 a. C., pero llegaron demasiado tarde. En respuesta a esto, Sitalces invadió Macedonia con la promesa del soporte de Atenas. que nunca se materializó, y Pérdicas nuevamente se valió de la diplomacia para asegurara la supervivencia de su reino. Prometió la mano de su hermana al sobrino de Sitalces, que le convenció de que abandonara la invasión. 
Después de esto, Pérdicas se alió con los espartanos y, en 424 a. C., ayudó al general espartiata Brásidas a arrebatar Anfípolis a los atenienses, una de sus colonias más importantes, principalmente porque desde allí la ciudad ática se abastecía de madera para su flota.
Fue un grave golpe para Atenas, pues la privó de madera macedonia durante los años sucesivos, y supuso un considerable refuerzo del poder de negociación de Macedonia. A cambio de esto, los espartanos ayudaron a Pérdicas a asegurar sus fronteras, dirigiendo un ataque contra el rey Arrabeo de Lincestis, con la promesa de ofrecerle ayuda contra los ilirios. Estos, sin embargo, cambiaron de bando y atacaron a Pérdicas y a sus aliados espartanos. Las tropas macedonias, mal entrenadas, huyeron, y los espartanos encolerizados se retiraron y atacaron el bagaje del ejército macedonio. Esto deterioró las relaciones entre Macedonia y el Peloponeso durante los años siguientes, y empujó a Pérdicas a un acercamiento a Atenas, aliándose con ella en 423 a. C.. 
Hacia 417 a. C., el monarca macedonio dejó a los atenienses y se unió a la alianza espartano-argiva. Sólo cuatro años después, sometiéndose a la presión ateniense, Pérdicas rompió con los peloponesios, y ayudó a Atenas en su ataque contra Anfípolis. 
Murió en el año 413 a. C., y su hijo Arquelao I subió al trono macedonio.

#### Obras modernas
- Mackendrick, Paul Lachlan (1980). The North African Stones Speak. UNC Press. ISBN 0-8078-4942-1.
- Roisman, Joseph; Worthington, Ian (2010). A Companion to Ancient Macedonia (en inglés). Wiley-Blackwell. ISBN 978-1-4051-7936-2.

- Este artículo incorpora una traducción   del Dictionary of Greek and Roman Biography and Mythology editado por William Smith (1867), vol. 3, actualmente en el dominio público.

| Predecesor: Alcetas II o Alejandro I | Rey de Macedonia 454 o 448 - 413 a. C. | Sucesor: Arquelao I |

- Datos: Q318426
- Multimedia: Perdiccas II of Macedon / Q318426

1. ↑  Platón, Gorgias, 470d- 471e
2. ↑  http://www.attalus.org/translate/eusebius2.html#229
3. ↑  Según cronología de Duane A. March, The Kings of Makedon: 399-369 BC Historia (Franz Steiner Verlag) vol. 44, No. 3 (1995), 257-282, en http://www.macedonian-heritage.gr/HistoryOfMacedonia/Downloads/History%20Of%20Macedonia_EN-02.pdf